# جولييان هرنانديز
جولييان هرنانديز (بالإسبانية: Julián Hernández Pérez)‏ هو منتج أفلام وكاتب سيناريو ومونتير ومخرج مكسيكي، ولد في 1972 في مدينة مكسيكو في المكسيك.

## وصلات خارجية
- جولييان هرنانديز على موقع IMDb (الإنجليزية)
- جولييان هرنانديز على موقع ألو سيني (الفرنسية)
- جولييان هرنانديز على موقع أول موفي (الإنجليزية)
- جولييان هرنانديز على موقع قاعدة بيانات الفيلم (الإنجليزية)
- جولييان هرنانديز على موقع كينوبويسك (الروسية)